# St. James (Karolina Północna)
St. James – miasto w Stanach Zjednoczonych, w stanie Karolina Północna, w hrabstwie Anson.